# Andrea Doria (D 553)
El destructor Andrea Doria (D 553) de la Marina Militare es una nave de la clase Horizon. Fue puesto en gradas en 2002, botado en 2005 y asignado en 2007. Es gemelo del destructor Caio Duilio, comisionado en 2009.

## Construcción
Fue construido por Fincantieri, siendo colocada su quilla en 2002, botado en 2005 y entregado en 2007.

### Características
Destructor de 7000 t de desplazamiento, 153 m de eslora y propulsión CODOG (combinado diésel o gas) con 2× turbinas de gas + 2× motores diésel (velocidad 29 nudos y autonomía 7000 mn). El armamento es 1× VLS Sylver (misiles Aster 15 y 30), 1× misil superficie-aire PAAMS, 3× cañones de 76 mm, 2× cañones de 25 mm y 2 tubos lanzatorpedos (dobles).